# This Man… This Monster!
This Man... This Monster! (рус. Этот человек... Это монстр!) — сюжетная линия, опубликованная издательством Marvel Comics в комиксе Fantastic Four #51 в июне 1966 года. Позже, писатель и историк комиксов Питер Дэвид использовал сюжет в качестве примера в своей книге Writing for Comics with Peter David (рус. Пишем комиксы вместе с Питером Дэвидом), а эпизод с ловушкой между вселенными аналогичен телефильму 1963 года «Пограничная полоса». Издание Comic Book Resources поставил обложку выпуска Fantastic Four #51 на первое место в списке лучших обложек с участием Существа.

## Сюжет
На улице член Фантастической четвёрки Существо привлекает внимание одного из прохожих. Ночью, пока он спит, мужчина использует одно из устройств и передаёт способности Бена себе, и выдавая себя за него отправляется в здание Бакстера в надежде устранить Рида Ричардса, который, по его мнению, использует свои изобретения чтобы разбогатеть и прославиться.
Бен просыпается и понимает, что к нему вернулся обычный внешний вид, и отправляется к Риду, чтобы предупредить его о самозванце, однако Рид принял настоящего Бена за самозванца и выгнал его из здания Бакстера. Тем временем Джонни вместе с его университетским товарищем Уайетом Уингфутом ввязываются в драку со звездой футбола Уайти Маллинсом, которая была прервана тренером Торном, который предлагает Уайету занять позицию Маллинса в футбольной команде, но Уайет отказывается.
В лаборатории здания Бакстера Рид тестирует своё новое изобретение — портал в Негативную зону. Пока Рид сам путешествовал при помощи портала, лже-Существо удерживал специальный трос так, чтобы он не переместился туда полностью. Когда трос порвался и Рид переместился в Негативную зону, лже-Существо отправился за ним, так как изменил своё мнение о Риде, который самостоятельно участвует в опасном эксперименте. Успев вытолкнуть Рида обратно в «положительную» вселенную, лже-Существо не успевает преодолеть барьер, разделяющий две вселенных и погибает.
Между тем, настоящий Бен Гримм отправился к Алисии Мастерс, чтобы показать ей, что он вернулся в свой обычный вид и сделать ей предложение, однако когда он стучится в дверь он снова покрывается каменной кожей становится Существом. Он отправляется назад в здание Бакстера, где Сью и Рид скорбят по другу. Появившись, Бен рассказывает им о самозванце и они решают почтить его память, так как кем бы ни был, он в первую очередь человек, и Рид обязан ему жизнью.